# Jacques Perret (Architekt)
Jacques Perret (* zwischen 1540 und 1545 in Chambéry (Savoyen); † zwischen 1610 und 1619) war Adliger, Hugenotte, Mathematiker, Architekt und wurde berühmt für seine Vision von Ideal-Städten.

## Leben
Jacques Perret taucht erstmals 1568 in den Archiven von Savoyen als Lecteur des Arts de l'Arithmétique et Géometrie am Jesuitenkolleg seiner Geburtsstadt auf. Im Jahre 1573 richtete ihm die Stadt Chambéry einen Lehrstuhl für Mathematik zur Unterrichtung der Jugend an ihrer neuen höheren Schule ein.
Bibliografische Dokumente bezeichnen Perret auch oft als Ingénieur Militaire. Diesen Titel teilte er mit anderen zeitgenössischen Mathematikern wie Guillaume Flamant und Renaut Sedanois.
Sein Werk zeigt, dass er sich mit der damaligen modernen Militärwissenschaft beschäftigte. Perret beherrschte ihre Prinzipien und kannte die bedeutendsten klassischen Autoren Végèce und Frontin.
In Savoyen wirkte Perret bis 1575. Gegen Ende des 16. Jh. emigrierte er wahrscheinlich nach Paris, nachdem er zum französischen Protestantismus (Hugenotten) übergetreten war. Dort genoss er die Unterstützung der für die Hugenottenbewegung bedeutenden Catherine de Parthenay und ihres Sohnes, dem Duc de Rohan.
Nach der Eroberung Savoyens durch Henri IV in 1600 profitierte er aus einer Begegnung mit dem König, um ihm sein visionäres, heute noch nicht voll erkanntes Werk der Architektur zu widmen. Er arbeitete fortan im Dienste des Königs.
Über sein weiteres Leben fehlen nähere Angaben. Aus der Tatsache, dass die letzte Ausgabe seines Lehrbuches 1620 mit vielen Schwächen und Fehlern veröffentlicht wurde, schließt man, dass Perret diese offensichtlich nicht mehr korrigieren konnte und vermutet, dass er zwischen 1610 und 1619 gestorben ist.

## Werk
Fast zwei Jahrhunderte vor Claude-Nicolas Ledoux beschrieb und zeichnete Jacques Perret sogenannte Ideal-Städte und kündigte mit großer Vorstellungskraft bereits die Erneuerungen des 18. Jahrhunderts an. Er erweiterte den architekturtypischen Formalismus und gestaltete damit seine futuristischen Stadtentwürfe. Auch ein paar nach seinen Maßstäben ideale gottesdienstliche Gebäude, in reformiert-hugenottischer Konzeption nicht „église“, sondern „temples“ genannt, entwirft er, die so offenbar weder Vorbilder hatten noch verwirklicht wurden. Dies lag wohl an den angenommenen, aber völlig unrealistischen Größenordnungen, die zum Beispiel eine Idealkirche mit 9600 Sitzplätzen im Parterre ohne Planung von Säulen und einem über 40 Meter freitragenden Dachwerk vorsahen. Perrets Einfluss auf den weiteren europäischen Kirchenbau, speziell die protestantische Querkirche, ist daher als sehr gering einzuschätzen, auch wenn Perrets Werk kurz nach Erscheinen schon im Bücherschrank des württembergischen Kirchenbaumeisters Heinrich Schickhardt zu finden war.
Die Befestigungs-, Stadt-, Palast- und Tempel-Pläne folgen Vorbildern der italienischen Renaissance mit einer Neigung zu radial-symmetrischen Grundrissen, z. B. Filaretes Sforzinda.
Was sein Werk bemerkenswert macht, ist die Dekoration der Stadtmauern mit Bibelzitaten, vorzugsweise aus den Psalmen. Ein wiederholt auftretender Satz lautet: „In Gott allein ist Ruhe und wahres Glück“. Er wollte damit zeigen, dass weltliche Befestigungsanlagen nutzlos sind, sogar gegen weltliche Bedrohungen. Einige Inschriften zeigen Varianten des Themas vom König als dem von Gott eingesetzten Bestrafer des Bösen und Beschützer des Guten, einer Idee mit persönlicher Anteilnahme des Calvinisten (Hugenotten) Perret in einem katholischen und oft feindlichen Frankreich.
Insgesamt erschienen mehrere Hauptausgaben seines Werkes Des fortifications et artifices. Architecture et perspective und zwar:
- Die Erstveröffentlichung ohne Orts- und Datumsangabe trägt nur die Widmung an den König (1. Juli 1601)

- kurz danach in Paris gedruckte Ausgabe mit einem beigefügten königlichen Privileg (4. Juli 1601)

Beide Ausgaben sind identisch. Sie bestehen aus einem Titelblatt und einer Widmung mit 22 Kupferstichen von Thomas de Leu (Schaffensperiode von 1576 bis 1614) und 17 Kommentaren von Jacques Perret. Die Kupferplatten sind mit Zitaten aus dem Alten Testament eingerahmt. Sie stellen in Draufsicht und Perspektive Modelle von Befestigungsanlagen und Sondergebäuden dar.
- 1602 gibt die Witwe Theodor de Brys mit ihren beiden Söhnen Johann Theodor und Johann Israel in ihrem Frankfurter Verlagshaus Perrets Werk gleichzeitig in deutscher und französischer Sprache heraus. Ansonsten textgetreu zur Ausgabe von 1601 enthalten die beiden Ausgaben eine Folge von weiteren 28 Kupferstichen.[4]

- In 1613 veröffentlicht Johann Theodor de Bry in Oppenheim eine gekürzte deutsche Fassung, die er vom Druckhaus Hieronymus Galler drucken lässt.

- Schließlich erscheint 1620 die letzte französische Ausgabe, allerdings in minderer Qualität, was die Experten vermuten lässt, dass Perret zu der Zeit nicht mehr am Leben war.